# Sextner Rotwand
Sextner Rotwand (psáno také Sextener Rotwand, italsky Croda Rossa di Sesto) je hora s nadmořskou výškou 2965 m n. m. nalézající se ve východní části Sextenských Dolomit jižně od městečka Sexten. Říká se jí také Zehner, podle její polohy v prstenci vrcholů Sextenských slunečních hodinách.

## Historie

### První výstup
Prvovýstup uskutečnili 20. července 1878 (horský vůdce) Michel Innerkofler a Loránd Eötvös.

### Horská válka 1915–1918
Během horské války v letech 1915–1918 se o oblast Rotwandu sváděly urputné boje s velkými ztrátami; pozůstatky válečných kaveren a sutin se v oblasti vrcholu nacházejí dodnes. Rotwand byl pro Rakušany důležitý zejména jako obranný bok proti italské invazi přes Kreuzberský průsmyk. Již v červenci 1915 zřídili vojáci bavorského Leibregimentu na Rotwandscharte dělostřelecké postavení. Střelci Akademické legie drželi vrchol až do konce, a to i poté, co Italové 16. dubna 1916 dobyli Andertalpenscharte neboli Sentinella-Scharte. V rakouském obranném boji se vyznamenali bratři Christlové (padli 9. července 1917) a Vinzenz Vinatzer (padl 1. září 1917). Dne 19. října 1917 podnikli Rakušané akci, která měla odvést pozornost od příprav na 12. bitvu na Soči.

## Poloha a okolí
Horský masiv leží v exponované poloze mezi údolím Fischleintal a údolím Sextental v přírodním parku Drei Zinnen. Hlavní vrcholy viditelné z údolí jsou Wurzbach (2675 m) a Prater (2745 m). Vrcholový kříž Sesto Croda Rossa leží v nadmořské výšce 2936 m. Hlavním vrcholem a nejvyšším bodem je Vinatzerturm (2965 m). Před ním se nachází skalní útvary Rotwandköpfe (až 2345 m) a Burgstall (2168 m).

## Trasy na vrchol
Jedna trasa začíná v Rotwandwiesenu, kam se snadno lze dostat lanovkou ze Sextenu/Moosu. Nejprve se jde po stezce Gamssteig na severní a nejnižší úpatí Rotwandköpfe. Zde začíná výstup přes hřeben Rotwandköpfe, který je klasifikován jako via ferrata. Důrazně se doporučuje vhodné horolezecké vybavení. Přes strmý skalní stupeň se lze dostat k oblouku vrcholu Wurzbach (2675 m), který se obchází přes sutě, další malé skalní stupně a sněhová pole, která se vyskytují i v létě, směrem na východ až do sedla, odkud je možný sestup na Anderteralm nebo přechod na Elferscharte. Odtud je také možnost vystoupit na vrchol Wurzbach. K Sextner Rotwand se lze dostat tak, že mezi Praterem (2745 m) a Sextner Rotwand se odbočí směrem na východ na Anderter Scharte (2698 m). Výstup k vrcholovému kříži je pak strmý po velmi sypkých sutích. Sestup je možný po stejné trase, alternativně lze sestoupit přes Anderteralm nebo strmým žlebem pod vrcholem Wurzbach směrem na Burgstall. Na výstup je nutné si vyhradit 4 h a na sestup 2,5 h. Druhá jižní trasa může začínat u chaty Bertihütte. Výstup vede nejprve údolím Popery směrem k Sentinellascharte, přičemž cesta na vrchol se krátce předtím odpojuje jako velmi strmá via ferrata na sever přes Zandonellascharte. Sestup probíhá po stejné trase.

## Galerie

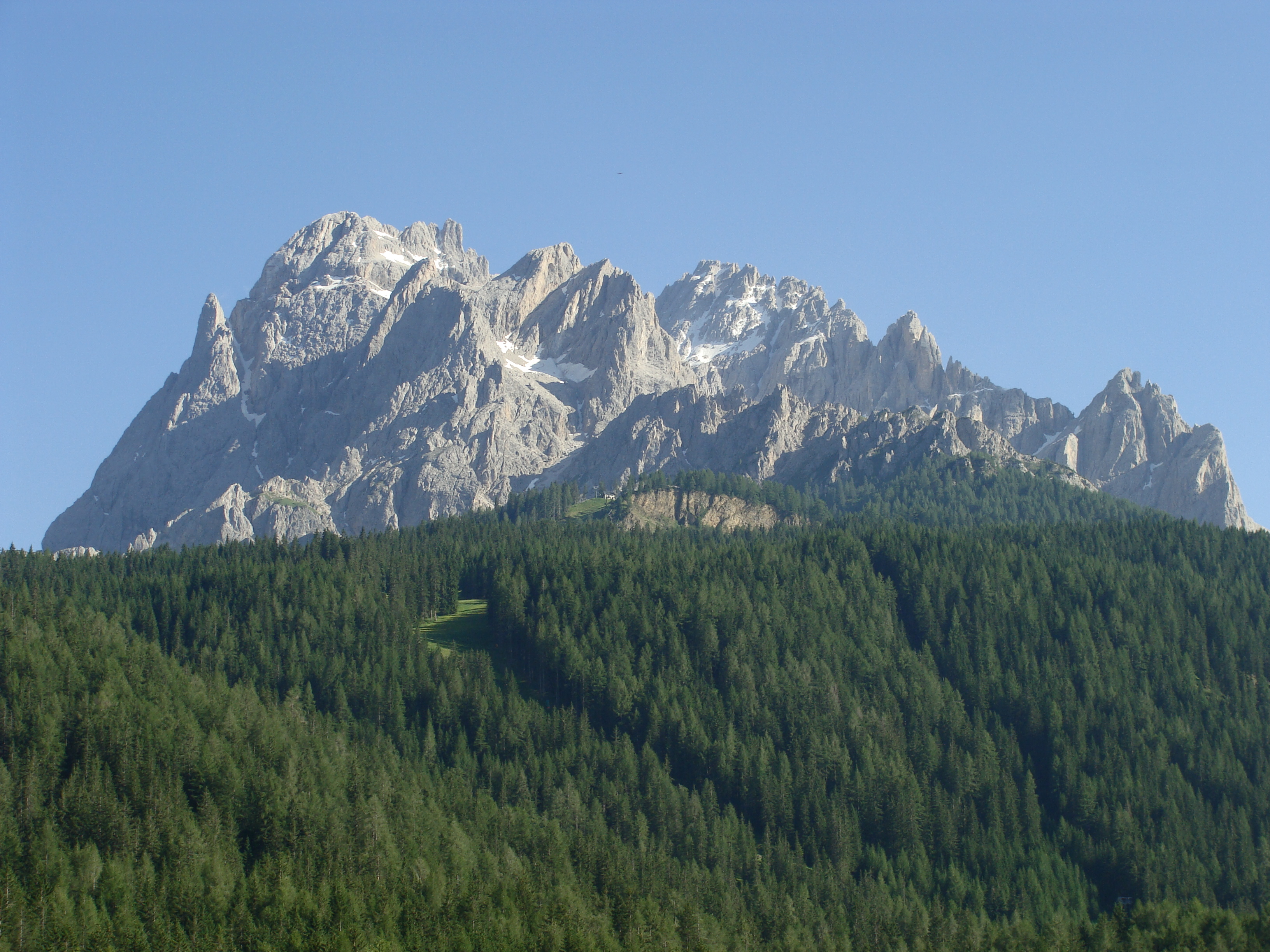
Sextner Rotwand (severní strana) a Elferkofel (v pozadí), pohled ze Sextenu/Moosu
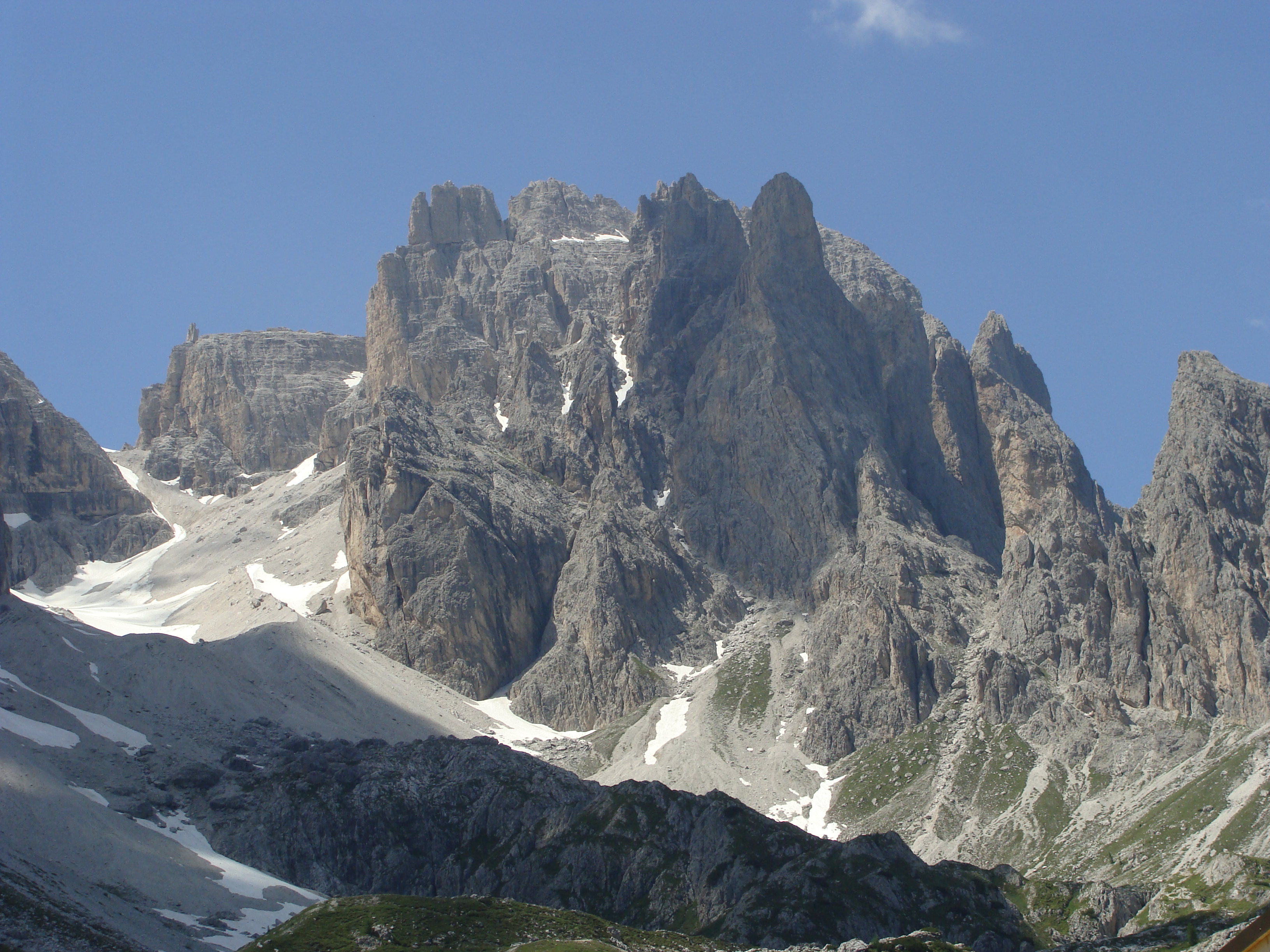
Croda Rossa di Sesto (jižní strana) s údolím Poper a soutěskou Sentinella (vlevo)
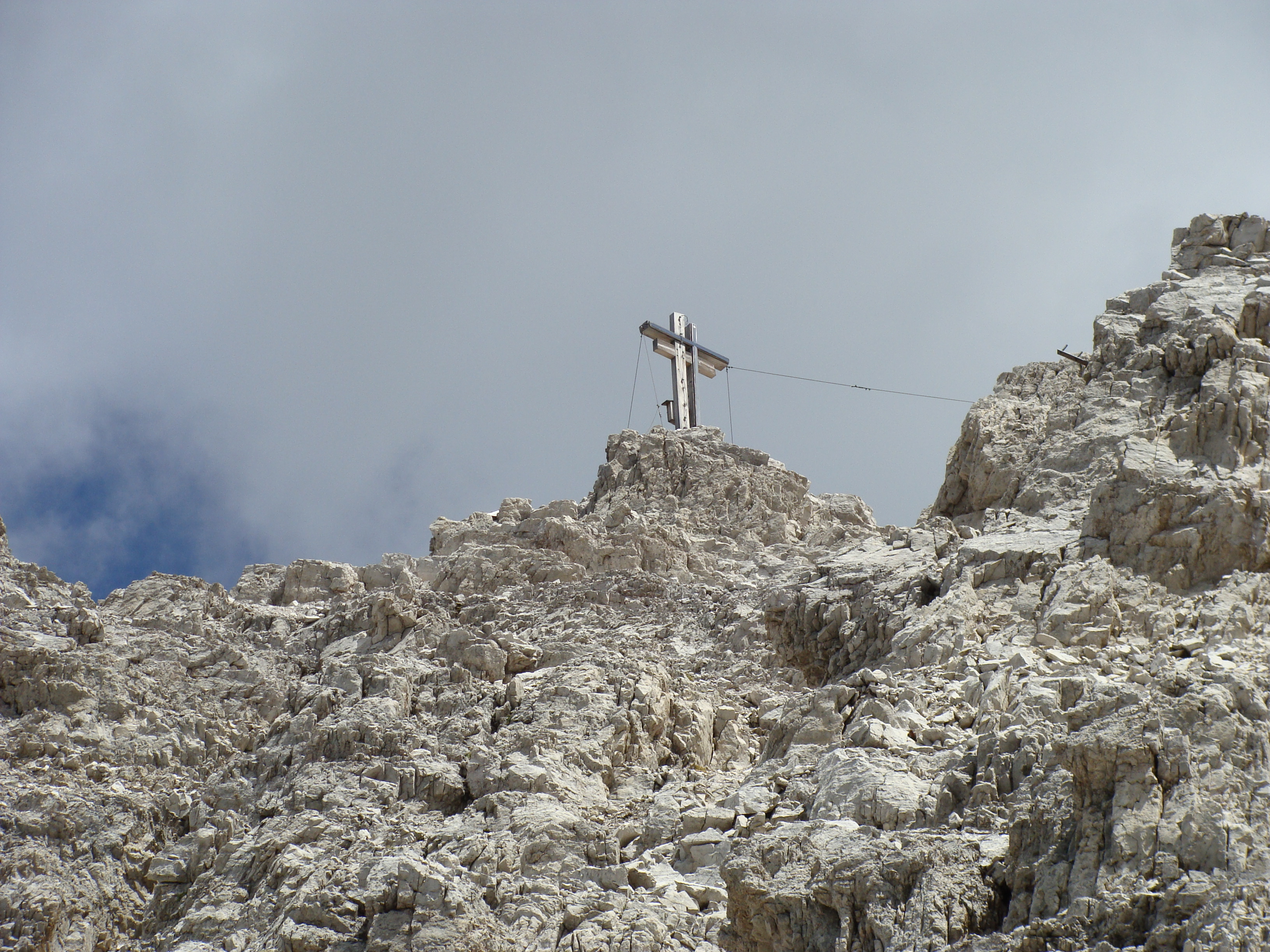
Sesto Croda Rossa, vrcholový kříž
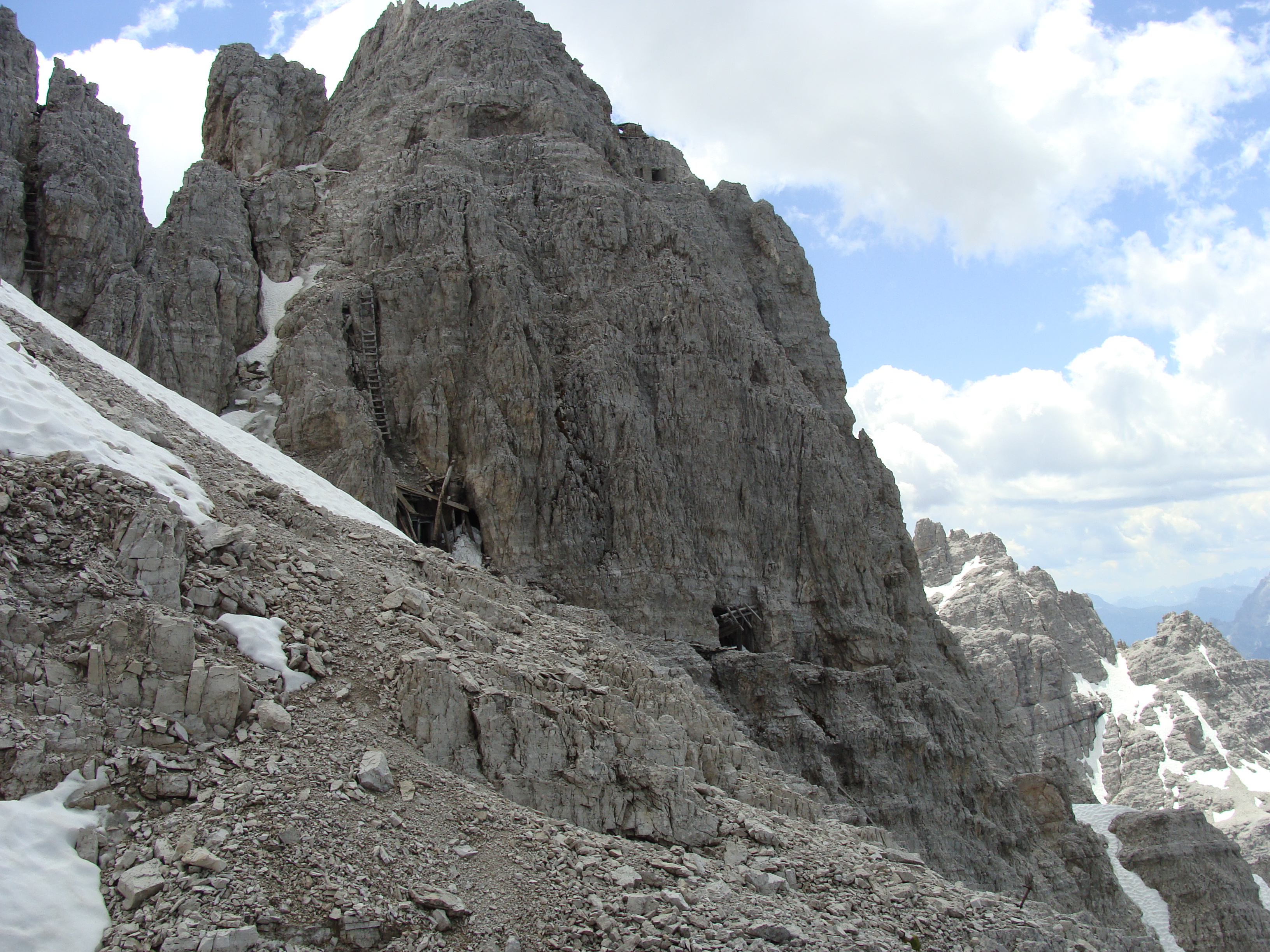
Pozůstatky rakouských pozic z první světové války v oblasti vrcholu
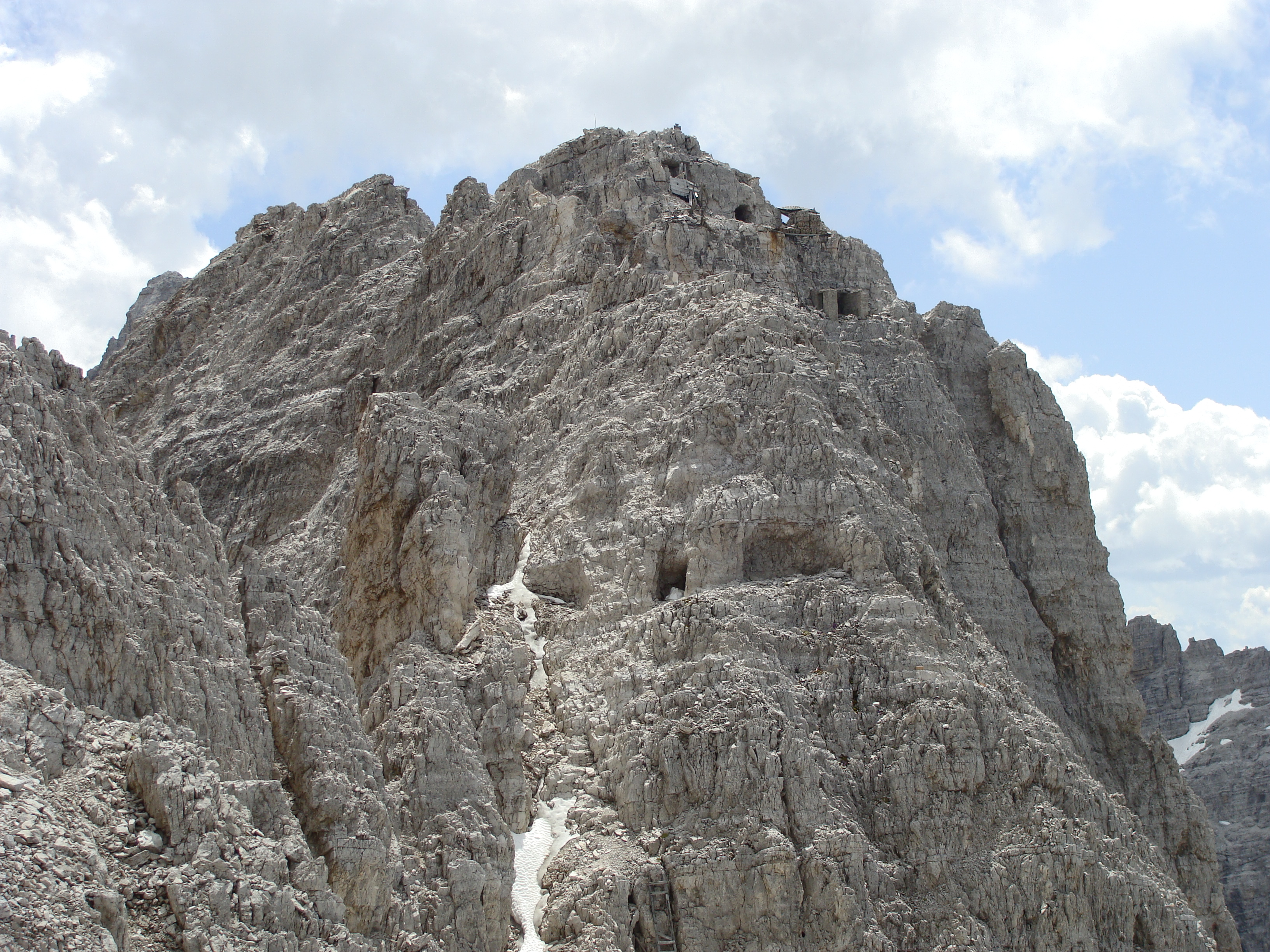
Pozůstatky rakouských pozic z první světové války v oblasti vrcholu
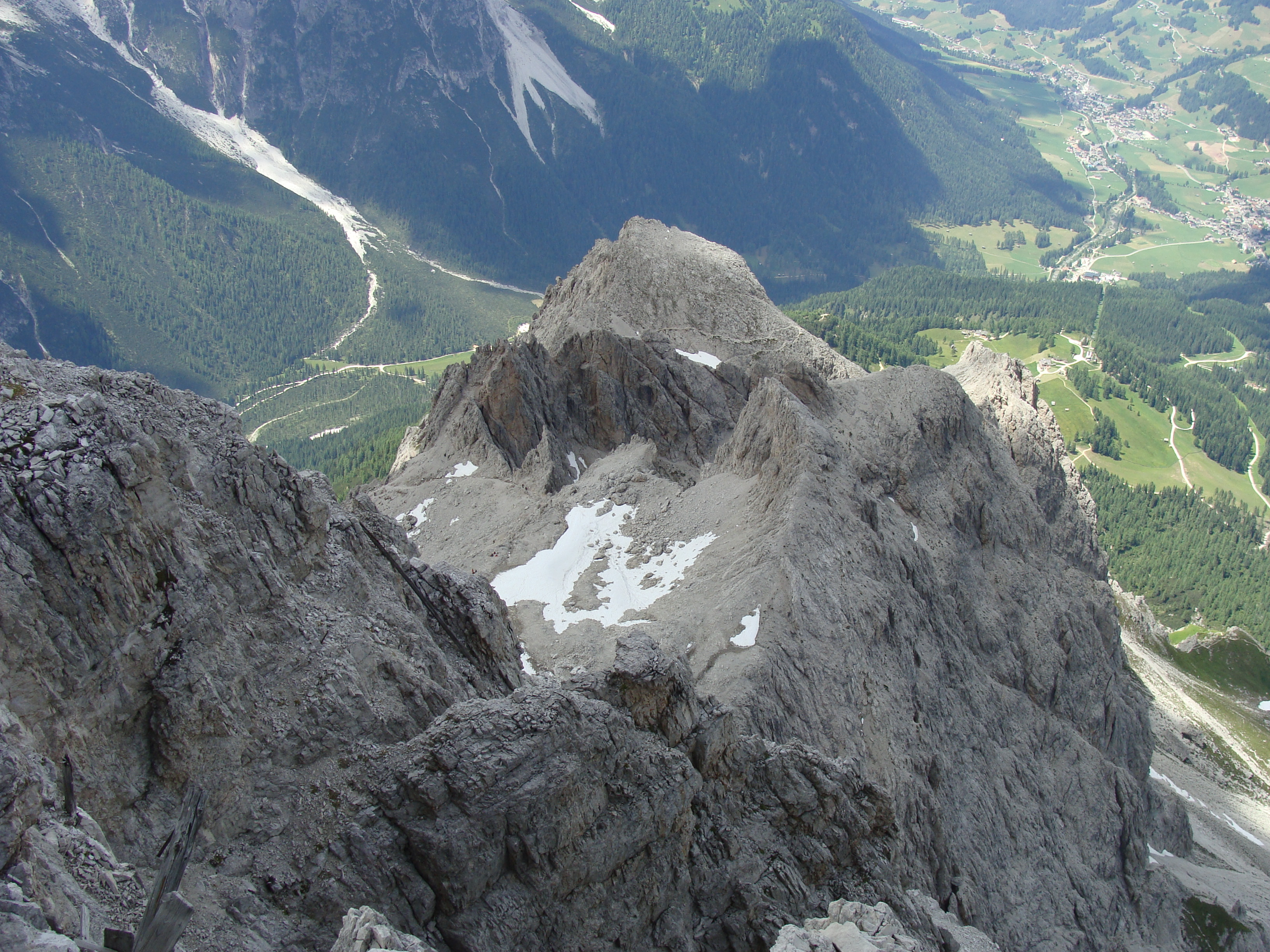
pohled z vrcholu na Prater a Sextental